# گوردی
گرودی (انگلیسی: Gordy) فیلمی در ژانر زوج هنری و کمدی-درام به کارگردانی مارک لوئیس است که در سال ۱۹۹۵ منتشر شد. از بازیگران آن می‌توان به دوگ استون و تام لستر اشاره کرد.